# Plectrophenax nivalis

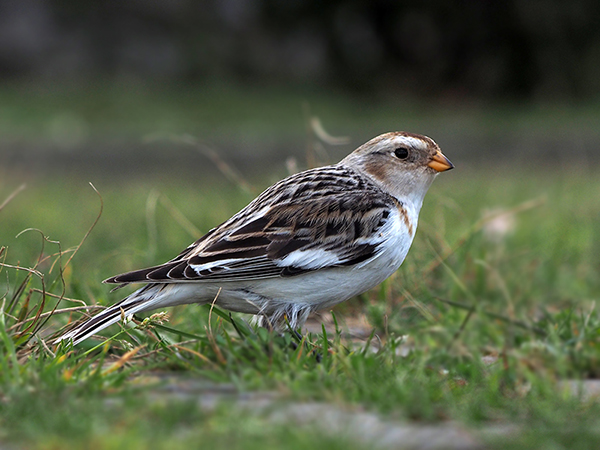
Escribano nival fotografiado en la playa de Bañugues, Luanco, Asturias.

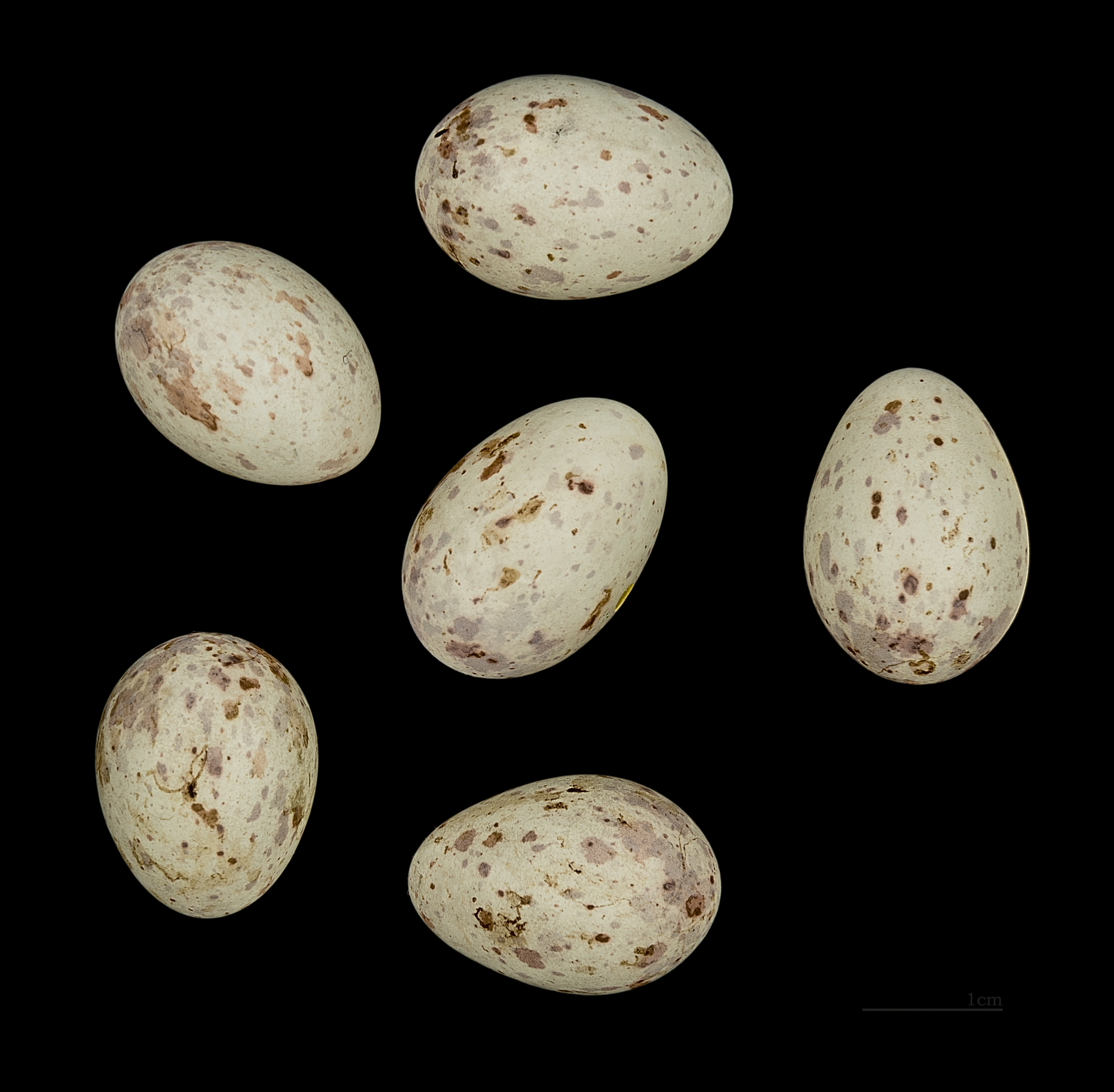
Huevos de Plectrophenax nivalis

El escribano nival (Plectrophenax nivalis) es una especie de ave paseriforme de la familia Emberizidae. Habita en el ártico y en un área restringida del hemisferio norte. Hay pequeñas poblaciones aisladas en los picos de las montañas en la región nórdica, incluyendo los Cairngorms en el centro de Escocia y en las Montañas San Elías en la frontera sur de Alaska.
Su hábitat natural es la tundra, los páramos sin árboles y las montañas peladas. Es un ave migratoria, ya que pasa el invierno más al sur en zonas más templadas, principalmente en las costas marinas o en las montañas bajas, aunque pueden invadir las tierras de cultivo. En invierno forma enormes bandadas.
Tiene un tamaño mediano con alas demasiado grandes para un ave de su especie, con quince a dieciocho centímetros de largo con una envergadura de 32 a 38 centímetros, y un peso de veintiséis a cincuenta gramos. En vuelo, se lo puede identificar fácilmente por las enormes manchas blancas que presentan sus alas. El macho es inconfundible cuando se encuentra en época de reproducción, ya que su plumaje es completamente blanco con el lomo negro; la hembra en la época de reproducción es negra grisácea en donde el macho es completamente negro. Con el plumaje de invierno, ambos géneros presentan plumas moteadas, negruzcas y blancas en la parte superior, siendo los machos más blancos que las hembras. Los polluelos son amarillos con negro, y completamente negros durante el verano en el caso de los machos. A diferencia de la mayor parte de los paseriformes tiene las alas adaptadas para su frío hábitat. Ningún otro paseriforme puede pasar el invierno tan al norte, descontando al cuervo común.
Su canto es un silbido inconsistente característico, que se oye como "per,r,r,rit" y el trino típico de los Plectrophenax, similar a "hudidi fiit fiit fiiw hudidi".
Construye su voluminoso nido en las grietas de las rocas. Los huevos son verde azulados, manchados de marrón, y se rompen luego de doce a trece días. Los polluelos pueden volar luego de doce a catorce días de su nacimiento.
Existen cuatro subespecies, las cuales difieren levemente en el patrón del plumaje de los machos en época de reproducción:
- Plectrophenax nivalis nivalis. Habita el Ártico europeo y norteamericano. Posee una cabeza blanca, y un cuerpo mayormente negro con una pequeña zona blancuzca.
- Plectrophenax nivalis insulae. Vive en Islandia, en las Islas Feroe y en Escocia. Su cabeza es blanca con un collar negro, y el cuerpo es negro.
- Plectrophenax nivalis vlasowae. Habita el norte de Asia. La cabeza es blanca y la mayor parte del cuerpo presenta la misma coloración.
- Plectrophenax nivalis townsendi. Vive en las islas Aleutianas, en Kamchatka, y en el este de Siberia. Es similar al vlasowae, pero un poco más grande de tamaño.

Durante la última era del hielo, el escribano nival se dispersó a lo largo de Europa continental.